# BiB (dessinateur)
Georges Breitel, dit BiB, né le 22 mai 1888 à Paris où il est mort le 26 septembre 1967, est un dessinateur et caricaturiste français.

## Biographie
Georges Auguste Breitel est le fils de Marie Breitel.
Il est comptable de métier, puis devient dessinateur et journaliste.
Il travaille pour les journaux illustrés La Rampe, Les Annales, Gringoire, La Vie parisienne, Le Charivari.
En 1921, Cécile Sorel assigne en justice la société des dessinateurs humoristes pour une caricature présentée au Salon des Humoristes.
Il épouse Germaine Bertoletti en 1924.
Il est sociétaire des Humoristes et membre des dessinateurs parlementaires. Il expose également au Salon des indépendants. Aquarelliste, il s'adonne plus rarement à la peinture.
Il meurt à son domicile de la rue Redon le 26 septembre 1967.

## Décorations
- Chevalier de la Légion d'honneur en 1935[7]